# جاهدة وهبة
جاهدة وهبة (1969 -) مغنية لبنانية.

## حياتها
ولدت سنة 1969 بلبنان. وهي متمكنة إلى جانب الغناء من فن الموسيقى والمسرح، وصقلت ملكاتها في الجامعة اللبنانية إلى جانب كونسرفاتوار الموسيقى ببلدها. حيث تعلمت العزف على العود، واشتغلت على الصوت لتتقن أدوات الغناء الشرقي، خصوصا الصوفيمنه، وكذلك التجويد، كما أنها كتبت قطع موسيقية وشعرية لتؤدى على المسارح.
رئيسة لجنة الثقافة والبرامج في مجلس المؤلفين والملحنين الّلبناني وعضو نقابة الموسيقيين المحترفين اللبنانية وجمعية الساسيم الفرنسية. أنشدت ولحّنت  لكبار شعراء العرب والعالم أمثال الحلّاج، ابن عربي، أبو فراس الحمداني، جلال الدين الرّومي، الخيّام، طاغور، غوته، غونتر غراس، أحمد شوقي، جبران خليل جبران، محمود درويش، بدر شاكر السّياب، أدونيس، أنسي الحاج، طلال حيدر، رابعة العدويّة، لميعة عبّاس عمارة، أمل الجبوري ونصوصاً روائية وشعرية لأحلام مستغانمي.
صدر لها عن دار الساقي:  «الأزرق والهدهد: عشق في الفايسبوك». حاصلة على شهادة الماجستير في التمثيل والإخراج في عام 2003 من كلية الفنون الجميلة من لجامعة اللبنانية. نالت أيضًا على دبلوما في الأغاني الشرقية، والأنشودة السريانية، وتجويد القرآن، والعزف على عود الشرق الأوسط في عام 2002 من المعهد الوطني العالي للموسيقى. وفي عام 2002 نالت على شهادة البكالوريوس في علم النفس، الجامعة اللبنانية. ومن ضمن الوظائف التي شغرتها: شاعرة ومغنية وملحنة وممثلة (مسرح وتلفزيون وأفلام) مستقلة، منذ 2002. ولها خبرة في الغناء، والتمثيل، وقراءة الشعر والتأليف الموسيقي والإخراج تما تتقن ثلاث لغات: العربية، والإنجليزية، والفرنسية. كما أن وهبة عضو في نقابة الموسيقيين المحترفين في لبنان، وعضو في جمعية الكتاب والمؤلفين وناشري الموسيقى في لبنان.

## المنشورات
- وهبة، ج. (2013) شهد [CD]
- وهبة، ج. (2009). أيها النسيان هبني قبلتك [CD]، ضمن كتاب أحلام مستغانمي NESYAN.COM. بيروت.[4]
- وهبة، ج. (2007). كتبتني [CD]. بيروت: جاهدة وهبي.

## الإنجازات
- غان وتسجيلات كلاسيكية وصوفية ووطنية، البعض منها انتقت كلماتها من كبار شعراء لبنان والعالم، الكلاسيكيين والحداثيين، ووضعت لها الموسيقى بنفسها، كما لحن لها كبار الموسيقيين اللبنانيين، نذكر منهم: وديع الصافي، إيلي شويري، زاد ملتقى، زياد بطرس وغيرهم...
- تكريم عمالقة الغناء العربي الكلاسيكي مثل ام كلثوم، وديع الصافي، محمد عبد الوهاب، اسمهان، سيد درويش، محمد عبد المطلب، فيروز.. من خلالأداء أغنياتهم.
- إعداد وأحياء الكثير من الأمسيات الشعرية، إلقاءا ًوإنشاداً وتلحيناً، لأهم شعراء لبنان، العرب والعالم، نذكر منهم على سبيل المثال: ابن عربي، رابعة العدوية، جلال الدّين الرّومي، بدر شاكر السياب، نازك الملائكة، جبران، غوته، طاغور، سارتوريوس، أدونيس، محمود درويش.
- تمثيل لبنان في عدة ندوات ومناسبات ومهرجانات مثل:

1. المهرجان الثقافي العربي في أوروبا؛
2. مهرجان الرواد العرب برعاية جامعة الدول العربية؛
3. مهرجان الموسيقى العربية في دار الأوبرا في القاهرة؛
4. مهرجان جرش في الأردن؛
5. مهرجان سانتا سيسيليا في روما (كانت أول مغني من البلدان العربية يشارك في هذا المهرجان)؛
6. مهرجان الكتاب في فرانكفورت في ألمانيا؛
7. ملتقى العربيات المبدعات في إسطنبول؛
8. مهرجان فاس للأغاني الصوفية والروحية (احد أهم المهرجانات في العالم).

## جوائز
- تمّ اختيارها عام 2013 من جامعة كامبريدج في بريطانيا لتكون من ضمن 2000 شخصية مثقّفة في هذا القرن
- حصلت على الجائزة الأولى للأفلام في الجامعية اللبنانية عن فيلمها رصاصة فارغة.
- كرّمتها منظّمة الأسكوا التابعة للأمم المتحدة كواحدة من أهم مطربات.
- نالت على جائزة مهرجان الرواد والمبدعين العرب.